# American Vampire Legacy : Sélection naturelle
 (mars 2013).
Si vous disposez d'ouvrages ou d'articles de référence ou si vous connaissez des sites web de qualité traitant du thème abordé ici, merci de compléter l'article en donnant les références utiles à sa vérifiabilité et en les liant à la section « Notes et références ».
American Vampire Legacy : Sélection naturelle (American Vampire: Survival of the Fittest) est une mini-série de comics en 5 numéros, scénarisée par Scott Snyder et dessinée par Sean Murphy. Elle est publiée en 2012 par Vertigo aux États-Unis et traduite par Urban Comics en France.
Sélection naturelle est une série dérivée se déroulant dans l'univers vampirique de la série American Vampire, créée par Scott Snyder et Rafael Albuquerque.

## Histoire
Félicia Book est désormais agent des Vassaux de Vénus, comme sa mère avant elle. Grâce à son flair inné pour débusquer les vampires, elle est devenue l'un de ses membres d'élite.
Avec Cashel McCogan, elle est envoyée en Roumanie pour enquêter sur les découvertes d'un botaniste, qui pourrait avoir créé un remède stable contre le vampirisme. Pour cela, ils doivent infiltrer un château contrôlé par les troupes du Troisième Reich. Sur place, ils apprennent la présence de la 77e brigade, entièrement composée de vampires, alliée aux nazis : ils attendent en effet de leur association confirmer la supériorité de leur lignée, l'espèce Carpatique, sur les autres.
Pavel, le botaniste, présente une de ses créations : une arme à rayon de lumière, mortelle pour chaque type de vampire. Plus tard le même jour, il leur fait découvrir sa grande découverte dans les cavernes situées sous le château : l'existence de trois vampires géants, l'une des plus anciennes lignées qu'il espère réveiller.
Arrêtés par les troupes nazies, Book et McCogan ne doivent leur salut qu'à l'intervention d'un agent des Vassaux infiltré parmi leurs ennemis. Avec une fiole du remède contre le vampirisme confiée par Pavel, et couverts par le réveil des anciens vampires, les deux héros s'enfuient.
Pour permettre à l'agent Book de survivre, McCogan se sacrifie et attaque ses poursuivants, après lui avoir fait promettre de prendre soin de son fils, lui-même contaminé. De retour aux États-Unis, elle tient sa promesse, et administre au jeune Gus le remède du Docteur Pavel…

## Publication
- American Vampire: Survival of the Fittest #1-5 (Vertigo, 2011)
- American Vampire TPB Vol. 3 (Vertigo, 2012)
- American Vampire Legacy : Sélection naturelle (Urban Comics, 2012,  (ISBN 978-2-365-77023-1))